# Rivarennes (Indre)
 Rivarennes  es una población y comuna francesa, en la región de  Centro, departamento de Indre, en el distrito de Le Blanc y cantón de Saint-Gaultier.

## Demografía
| 646 | 646 | 543 | 508 | 536 | 544 |
| Para los censos de 1962 a 1999 la población legal corresponde a la población sin duplicidades (Fuente: INSEE [Consultar]) |     |     |     |     |     |